# Polygonum hystriculum
Polygonum hystriculum là một loài thực vật có hoa trong họ Rau răm. Loài này được Schuster miêu tả khoa học đầu tiên.